# Паперо
Паперо (PaPeRo) је лични робот који се развија у јапанској фирми NEC Corporation. Упечатљив је по својој пријатној појави и могућности распознавања лица (енгл. Facial Recognition System. FRC). Развој робота је почео 1997. са првим прототипом Ер-100 (енгл. R100) да би до године 2001. стигао до имена ПаПеРо, што је скраћеница за „Лични робот партнерског типа“ (енгл. „Partner-type Personal Robot“).
Паперо је био истраживан и развијан са намером да буде партнер човека и да буде у стању да живи с њим. Из овог разлога има различите основне функције за комуникацију и сарадњу са људима.
Од првог представљања Папера настало је неколико различитих верзија, које укључују верзију за негу деце, ревизије од 2003. и 2005. и „Папе-џира“ (PaPe-Jiro) - роботског комичара. У години 2006. представљен је виртуелни Паперо који може постојати на сваком личном рачунару који ради под оперативним системом Microsoft Windows.